# 16

16(십육)은 15보다 크고 17보다 작은 자연수다.

## 수학
- 합성수로, 그 약수는 1, 2, 4, 8, 16이다. 진약수의 합은 15이므로, 16은 부족수다.
- 4번째 제곱수(42)다. 앞의 제곱수는 9, 다음은 25다.
- 2번째 네제곱수(24)다. 다음 네제곱수는 81이다.
- 9번째 펜타나치 수다. 앞의 펜타나치 수는 8, 다음은 31이다.
- 10번째 헥사나치 수다. 앞의 헥사나치 수는 8, 다음은 32이다.
- 2번째 십육각수다. 다음 십육각수는 45다.
- 3번째 중심있는 오각수다. 앞의 중심있는 오각수는 6, 다음은 31이다.
- 100 이하의 6의 배수, 200 이하의 12의 배수는 총 16개다.
- 십육진법

## 과학
- 황(S)의 원자번호.
- NGC 16: 페가수스자리 방향에 있는 렌즈형 은하.

## 교통
- 고속도로
  - 대한민국 울산고속도로의 노선 번호.
  - 주간고속도로 제16호선: 조지아주 메이컨에서 서배너까지 이어지는 미국의 주간고속도로.
  - 유럽 고속도로 16호선: 영국 데리에서 스웨덴 예블레까지 이어지는 유럽 고속도로.
- 국도 제16호선
  - 일본 16번 국도: 가나가와현 요코하마시 니시구를 기점으로 수도권을 순환하는 일본의 국도.
  - 미국 16번 국도: 와이오밍주 옐로스톤 국립공원 초입부에서 사우스다코타주 래피드시티까지 이어지는 미국의 국도.
- 기타 도로
  - 현도 제16호선

## 나이
- 대한민국의 중학생은 보통 만 16세가 되는 해에 고등학교로 진학한다. 시도별 교육청의 정책에 따라 임의로 배정되거나 시험에 의하여 학교 배정이 결정된다. 특수목적고등학교(예: 과학고등학교 )의 경우에는 시험을 거쳐 선발하기도 한다.
- 이팔청춘은 16세{\displaystyle (2\times 8)}를 가리키는 말이다.

## 문화유산
- 대한민국의 국보 제16호: 안동 법흥사지 칠층전탑
- 대한민국의 보물 제16호: 충주 억정사지 대지국사탑비
- 대한민국의 사적 제16호: 경주 월성

## 방송
- MBN의 채널 번호.[1]

## 시간
- 16시는 오후 4시이다.

## 스포츠
- 축구
  - FIFA 월드컵의 결선 토너먼트(녹아웃 스테이지)는 16강전부터 시작된다.
  - 1978년 (1930년, 1938년, 1950년 제외)까지 FIFA 월드컵 참가국은 총 16개국이었다.
  - 에런 램지의 등번호는 16번이다.

- NFL은 16경기를 치르는데, 미국의 4대 프로 스포츠 중 가장 적다.

## 작품
- 《16》: 핀란드의 가수 로빈 파칼렌의 정규 음반. (2014년 9월 26일 출시)

## 기타
- 날짜: 1월 6일
- 연도: 16년, 기원전 16년
- 사마천은 사기를 16년 동안 썼다.
- 표트르 일리치 차이콥스키의 대표곡인 1812년 서곡에서는 일명 대포 소리가 총 16번 들린다.
- 보통 AC 선풍기 모터의 고정자 슬롯 수는 16개다.
- 16 (잡지)
- 대한민국의 신용카드사 카드번호는 총 16자리이다.

1. ↑  KT HCN의 채널 번호가 같다.